# Agnès d'Essex
Agnès d'Essex (1151-1212), comtesse d'Oxford, est la fille du connétable royal Henri d'Essex et de sa seconde épouse, Alice .

## Biographie
À l'âge de trois ans, Agnès est fiancée à Geoffrey de Vere, frère du premier comte d'Oxford, et est élevée par sa famille. Elle reste dans la maison du comte d'Oxford environ trois ans avant d'être confiée aux soins de Geoffrey. Dans sa onzième année, Agnès rejette le projet d'union avec Geoffrey et au début de 1163, elle devient la troisième épouse du frère aîné de celui-ci, Aubrey de Vere, 1er comte d'Oxford.
Agnès donne naissance à quatre fils et une fille, dont deux futurs comtes d'Oxford : 
- Aubrey IV d'Oxford (1163-1214), épouse Isabelle de Bolebec (?-1206/1207), puis Alice, peut-être la fille de Roger Bigot (2e comte de Norfolk) ;
- Ralph de Vere, décédé avant 1214 ;
- Robert Ier d'Oxford (1165 - avant 1221), épouse Isabelle de Bolebec (1164-1245) ;
- Henry, chancelier de la cathédrale de Hereford auprès de son oncle, l'évêque William de Vere, puis greffier royal pour le roi Jean d'Angleterre [2] ;
- Alice, qui épouse Ernulf de Kemesech, puis John, connétable de Chester.

Au printemps 1163, le père d'Agnès est accusé de trahison et perd un duel judiciaire. Après la disgrâce de son père et la confiscation de ses terres et de ses fonctions, le comte d'Oxford demande l'annulation de son mariage avec Agnès. Le 9 mai 1166, elle sollicite le tribunal de l'évêque de Londres pour faire appel de sa cause auprès du pape . Alors que l'affaire est examinée à Rome, le comte garde Agnès enfermée dans l'un de ses trois châteaux, ce pour quoi l'évêque de Londres Gilbert Foliot le réprimande . Le pape Alexandre III statue en faveur d'Agnès, établissant ainsi l'exigence du droit canonique du consentement des femmes aux fiançailles et du sacrement du mariage.
Le couple fonde ensuite conjointement un prieuré de bénédictines près de leur château à Castle Hedingham dans l'Essex vers 1190. La comtesse Agnès survit longtemps à son mari et paye un impôt en 1198 à la couronne pour garder le droit de rester célibataire. Elle meurt vers 1212 et est inhumée dans le mausolée de la famille de Vere au prieuré de Colne dans l'Essex .